# البيرتو كافاسين
البيرتو كافاسين (بالإيطالية: Alberto Cavasin)‏ (9 يناير 1956 بتريفيزو في إيطاليا - ) هو مدرب كرة قدم ولاعب كرة قدم إيطالي في مركز الدفاع. لعب مع أتالانتا ونادي أفيلينو ونادي بادوفا ونادي باري ونادي تريفيزو ونادي تشيزينا ونادي سبال ونادي كاتانزارو وهيلاس فيرونا.